# Topolino professore d'orchestra
Topolino professore d'orchestra (Mickey's Grand Opera) è un film del 1936 diretto da Wilfred Jackson. È un cortometraggio d'animazione della serie Mickey Mouse, distribuito negli Stati Uniti dalla United Artists il 7 marzo 1936. A partire dagli anni novanta è più noto col titolo Topolino direttore d'orchestra (anche più corretto, poiché il professore d'orchestra è un musicista), da non confondere con l'omonimo corto del 1930, in originale The Barnyard Concert.

## Trama
In una sala da concerto, Topolino deve dirigere l'orchestra per un'opera interpretata da Chiquita e Paperino. Prima che inizi lo spettacolo, Topolino trova inaspettatamente Pluto dietro le quinte e lo manda nei camerini ad aspettarlo, ma il cane finisce per venir distratto da un cappello da mago incustodito che sembra dotato di vita propria. Mentre si svolge l'opera, che vede Chiquita e Paperino chiocciare e starnazzare incomprensibilmente tra di loro in un contesto analogo alla scena del balcone di Romeo e Giulietta, Pluto arriva sul palco durante la direzione inseguendo il cappello. L'oggetto magico si rifugia in una tuba dell'orchestra ed espelle coniglietti, colombe e un rospo. Nonostante un gran casino creato dagli animali (che causa anche il crollo della scenografia), Chiquita, Paperino e persino Pluto e il rospo riescono a terminare l'atto tutti quanti insieme.

## Distribuzione

### Edizione italiana
Il corto fu distribuito in Italia nel 1937 in lingua originale. L'unico doppiaggio italiano conosciuto è quello realizzato dalla Royfilm per la VHS numero 8 della serie VideoParade uscita nel giugno 1993, e utilizzato in tutte le successive occasioni.

### Edizioni home video

#### VHS
America del Nord
- Mickey (1984)

Italia
- Topolino (giugno 1985)
- VideoParade n. 8 (giugno 1993)[3]
- Paperino & C. - Professione buonumore (24 aprile 2001)[4]

#### DVD
Una volta restaurato, il cortometraggio fu distribuito in DVD nel primo disco della raccolta Topolino star a colori, facente parte della collana Walt Disney Treasures e uscita in America del Nord il 4 dicembre 2001 e in Italia il 21 aprile 2004. È inoltre presente nel DVD del 2005 Extreme Music Fun, sia nell'edizione nordamericana (uscita il 31 maggio come sesto volume della collana Classic Cartoon Favorites) sia in quella italiana (uscita il 16 novembre).